# فیتیوتا، ساموآی آمریکا
فیتیوتا (به انگلیسی: Fitiuta) یک شهرک در ایالات متحده آمریکا است که در کانتی فیتیوتا واقع شده‌است. فیتیوتا ۱۵۳ نفر جمعیت دارد. روستایی در ساحل شمال شرقی جزیره طائی، یکی از جزایر مانوآ در ساموآی آمریکا است. طبق سرشماری ۲۰۰۰ ایالات متحده آمریکا، جمعیت فیتیوتا ۳۵۸ نفر بود، در حالی که این تعداد در سال ۱۹۹۰ به ۴۵۴ نفر تقلیل یافته بود. روستای فیتیوتا از دو آبادی تشکیل شده‌است: مایا و لئوسوالی که آخرین آن شرقی‌ترین منطقه در جزیره است. از نظر تاریخی، این دو روستا جزو روستاها طبقه‌بندی می‌شدند. این شهر دارای دو مغازه، یک هتل و یک کلیسا است که به تازگی ساخته شده‌است. فرودگاه فیتیوتا در شهر واقع شده‌است.
این منطقه به دلیل افسانه‌ها و افسانه‌های خود مشهور است. بر اساس اساطیر ساموآ، در محلی به نام ساوآ در فیتیوتا بود که خدای تاگالوا تصمیم گرفت اولین انسان را بسازد و اولین پادشاه بشری، تویمانوا را تاجگذاری کرد. همچنین نزدیک این روستا بود که اولین مراسم کاوا انجام گرفت.